# 美容鍼

美容鍼（びようしん）は、美容を目的とした全身に行う鍼灸治療全般を指す。美容鍼灸ともいう。ただし、一般的には直接顔面部のみへの鍼治療を指すことが多く、全身の鍼治療と区別し美顔鍼（びがんばり）と呼ぶことも多い。

## 概要
東洋医学では、体の健康をなくして美容は実現できないという考え「健美（けんび）」があり、体表の皮膚面だけの美しさを追求する西洋医学的な考え方とは大きく異なる。
「皮膚は内臓の鏡」「皮膚は第三の脳」とも呼ばれるように、皮膚組織は体内の健康を顕著に表すほか、精神的な健康具合による自律神経機能の変化に非常に敏感な組織である。鍼灸治療を行うことにより心身から健康な状態を実現し、その結果そういった心身の健康状態を表す皮膚組織を健全な状態にするような機序を用いるため、短期間の治療では美容効果は現れにくいが、反面その効果は非常に持続するとされる。世界保健機構 (WHO) でも鍼灸治療による美容効果を認めている。
最近では多くの国で美容鍼治療が行われており、特にアメリカでは薬や外科的な治療以外での健康意識の高まりがあり、代替治療として美容目的での鍼治療の人気は非常に高まってきている。中国ではごく一般的に病院内で美容鍼灸科があるほどであり特別なものとしても認識されていない。

## 主な美容効果
基本的に心身の健康な状態を治療主眼としているため、全ての症状に対して有効である。肌荒れや皺（しわ）、たるみ、くすみ、むくみ（浮腫）、目のくま、肥満、脱毛、顔色の改善、ニキビ、蕁麻疹、アトピーなどであるただし、精神的ストレスによる情動の変化が主な原因の症状に対して、鍼灸治療は体の健康を介しての間接的な効果は期待できるものの、直接的な自律神経機能への効果としては弱いので、心からリラックスできる環境で治療を受けることが重要であり、心身両面からの同時治療でより高い効果が発揮されると指摘する美容鍼灸を行うエステサロンもある美容鍼灸治療から美容を始めた一部の鍼灸師は、長期的に見れば鍼灸治療で全ての疾患を治療できると考え、鍼灸治療や簡単なマッサージ以外の治療を行わないことがあるが、短期・中期的にも安定した確実な効果を期待するためには、他の美容法の提案（適切な化粧品の適切な使用、紫外線対策、生活習慣の改善指導など）やフェイシャルエステのような直接的なケアがあるとよいとされている。

## 美顔鍼（顔面部への鍼治療）
前記の通り、美容鍼とは一般的に顔面部への鍼治療を指すことが多い。直接顔面部の適切な部位に刺鍼をすることにより、顔面皮膚組織の代謝亢進や血流改善また筋肉の弛緩を促すことにより、しわやくすみ、むくみなどのさまざまな肌トラブルの解消をする。
顔面部への治療方法も各流派により多様だが、主訴の部位や主な経絡上の経穴に刺鍼するのが大半である。内出血を避けるため顔面部の周囲だけに刺鍼する治療院もあるが、直接的な新陳代謝の促進を見込めないため、しみや顔色の改善などの効果は薄い一方、筋肉の一時的な緊張と筋力活性化のためリフトアップ効果を期待できる。あくまで一時的なものであり、小顔効果の期待には注意が必要である。

## 顔面部への治療上の注意
顔面部は細かい血管が非常に多い部位であるので、鍼治療による内出血の可能性もあり、ごくまれに小さいアザが残ることがあるが、そのまま放置しておけば数日で元の何もなかった状態に戻る。内出血の可能性は刺鍼部位にもよるが、鍼の太さにもよるところが大きい。出血自体は東洋医学的にはプラスの効果があり、不要な汚い血を外に出す（瀉血（しゃけつ）をする）ことは、新たな血液造成につながるとし皮膚組織の活性化・新陳代謝に効果的であるとしている。

## 顔面部への鍼治療の技術
一般的に顔面部への刺鍼技術は難しくとられがちだが、美容目的に限ったものに限れば深く刺すことはないため危険は少なく、刺鍼自体にはさほど高い技術力は要求されない。内出血をしやすい部位を避けたり、狙った経穴や筋肉に刺鍼できるかどうかなどの技術があれば、少ない経験でもほぼベテランと同じように鍼治療を行うことができる。

## 日本における美容鍼灸治療事情と治療院選定のための注意点
近年、鍼灸院、エステサロンだけでなく、接骨院などでも美容鍼治療を取り入れるところが増え始め、いたる所で美容鍼治療を受けられるようになってきており、場所により治療効果はまちまちである。
通常、しっかりとした美容系の鍼灸治療院が行うことには次のようなものがある。
- 美容に関する問診（カウンセリング）と説明
- 証を立てたうえでの適切な鍼灸治療
- 顔の手入れフェイシャルエステ（トリートメント）
- 日々の肌のお手入れ、食生活改善などの指導
- 適切な化粧品の推薦と使用指導
- プライバシーが保護された環境の提供